# Rodolfo di Mérencourt
Rodolfo di Mérencourt (anche Raoul, Ralph o Radulphus; ... – 1225) è stato un patriarca cattolico francese, patriarca latino di Gerusalemme dal 1214 alla morte.
Era vescovo di Sidone, e fu nominato patriarca dopo l'assassinio del suo predecessore Alberto Avogadro.
Fu consacrato a Roma nel 1215, al Quarto Concilio Lateranense, al quale partecipò con molti dei suoi vescovi suffraganei; il primo giorno dei lavori (11 novembre), insieme con Papa Innocenzo III, pronunciò un sermone proclamando una nuova crociata per la riconquista della Terra santa.
Ulteriori preparativi per la crociata (la Quinta) furono effettuati l'ultimo giorno del Concilio, il 30 novembre; tuttavia, per varie ragioni la crociata fu rimandata fino al 1217, dopo la morte di Innocenzo.
Rodolfo fu uno dei legati pontifici nominati da Onorio III e fu scortato, nel viaggio di ritorno alla sua sede in San Giovanni d'Acri, da Giovanni di Brienne, Re di Gerusalemme titolare.
Partecipò personalmente alla quinta crociata contro l'Egitto, e mentre portava una reliquia della Vera Croce, si prostrò con la testa sepolta sotto la sabbia, al fine di garantire il successo dell'assedio di Damietta.
Tornò a Roma nel 1222 per trattare il matrimonio di Jolanda di Brienne con l'imperatore Federico II di Svevia.
Nel 1225, a Tiro, incoronò Jolanda di Brienne Regina di Gerusalemme.
Morì presumibilmente nel 1225 e gli succedette Geroldo di Losanna.